# Marie Guillard
Pour l’article homonyme, voir Marie Guyart.
 (mai 2020).
Si vous disposez d'ouvrages ou d'articles de référence ou si vous connaissez des sites web de qualité traitant du thème abordé ici, merci de compléter l'article en donnant les références utiles à sa vérifiabilité et en les liant à la section « Notes et références ».
Marie Guillard, née le 20 juin 1972 à Neuilly-sur-Seine, (Hauts-de-Seine), est une actrice française.

## Biographie
Marie Guillard est révélée par la série de TF1, Extrême Limite dans laquelle elle joue le rôle de Léa. Au cinéma, on la remarque aux côtés de Jean Reno en Philippine de Montmirail dans Les Couloirs du temps : Les Visiteurs 2, puis elle tient plusieurs rôles principaux : Comme une bête avec Sagamore Stévenin, La Mentale avec Samuel Le Bihan ou Chrysalis avec Albert Dupontel. Elle interprète également une clodette dans Podium. Elle épouse le chanteur du groupe Indochine Nicola Sirkis le 22 juillet 1995, ils se séparent en 1998 . Elle se met en couple par la suite avec l'acteur Samy Naceri . En 2004, elle fait un bref retour à la télévision dans la nouvelle série policière de TF1, Franck Keller, avec Claude Brasseur.
En septembre 2013, elle obtient le prix de la meilleure interprétation féminine au Festival de la fiction TV de La Rochelle pour le téléfilm C'est pas de l'amour.

## Filmographie

### Cinéma
- 1992 : Promenades d'été de René Féret : Magali
- 1993 : Jacques le fataliste d'Antoine Douchet : Agathe
- 1994 : Le Jour J de Denis Malleval (court-métrage)
- 1994 : Neuf mois de Patrick Braoudé : Léna
- 1994 : Mon amie Max de Michel Brault : Catherine
- 1994 : À la folie de Diane Kurys : Betty
- 1996 : Les menteurs de Élie Chouraqui : Anna
- 1996 : Delphine 1, Yvan 0 de Dominique Farrugia : Bernadette
- 1997 : Elles de Luís Galvão Teles : Inès
- 1997 : Le Cinquième Élément de Luc Besson : assistante au Burger
- 1998 : Les Couloirs du temps : Les Visiteurs 2 de Jean-Marie Poiré : Philippine de Montmirail
- 1998 : Comme une bête de Patrick Schulmann : Rosa
- 1998 : Le Clone de Fabio Conversi : Marie
- 1999 : Un pur moment de rock'n roll de Manuel Boursinhac : Nadine
- 1999 : Une pour toutes de Claude Lelouch : la prostituée
- 2000 : Là-bas... mon pays de Alexandre Arcady : Alexandra
- 2002 : La Mentale de Manuel Boursinhac : Lise
- 2002 : Aram de Robert Kechichian : la prostituée
- 2004 : Podium de Yann Moix : Vanessa
- 2004 : Narco de Gilles Lellouche et Tristan Aurouet
- 2005 : Edy de Stéphan Guérin-Tillié : la candidate au jeu
- 2007 : Contre-enquête de Franck Mancuso : Mathilde Josse
- 2007 : Chrysalis de Julien Leclercq : Marie Becker
- 2010 : Crime d'amour de Alain Corneau : Claudine
- 2011 : L'Assaut de Julien Leclercq : Claire
- 2013 : Malavita de Luc Besson : la mère tuée avec sa famille
- 2014 : 3 Days to Kill de McG : la femme de Mitat
- 2015 : Mon roi de Maiwenn : Marie

### Télévision

#### Téléfilms
- 2000 : Contre la montre de Jean-Pierre Sinapi : Isabelle
- 2001 : Des croix sur la mer de Luc Béraud : Marie
- 2003 : Les enfants du miracle de Sébastien Grall : Tania Duquesnoy
- 2005 : Retiens-moi de Jean-Pierre Igoux : Alice
- 2007 : Le Monsieur d'en face d'Alain Robillard : Sandra Manceaux
- 2007 : Hubert et le chien de Laurence Katrian : Léna Pedersen
- 2010 : Conte de la frustration  de Didier D. Daarwin et Akhenaton : la fille du café
- 2013 : C'est pas de l'amour de Jérôme Cornuau : Hélène
- 2014 : Deux petites filles en bleu de Jean-Marc Therin : Julie Malherbe
- 2019 : Le Pont des oubliés de Thierry Binisti : Sabrina Angeli
- 2021 : La Dernière partie de Ludovic Colbeau-Justin : la médecin
- 2023 : Mort sur la piste de Philippe Dajoux : la mère de Mathieu Nerval
- 2023 : Meurtres à Font-Romeu de Marion Lallier : Vanessa Errelbaz

#### Séries télévisées
- 1994 : Extrême Limite : Léa (11 épisodes)
- 1997 : Les Cordier, juge et flic : Cathy Cohen (saison 5, épisode 1 : Cathy)
- 2000 : Florence Larrieu : Le juge est une femme (saison 6, épisode 2 : Cadeau d'entreprise)
- 2002 : Vérité oblige : Alexandra Servin (épisode L'honneur perdu)
- 2004 à 2007 : Franck Keller : Camille Solena (épisodes Passé par les armes, Vincent, l'innocence même, Une femme blessée et Secrets d'ados)
- 2005 : Alice Nevers, le juge est une femme : Marie Herriot (saison 4, épisode 1 : La petite marchande de fleurs)
- 2005 : Jeff et Léo, flics et jumeaux : Patricia Dutour (épisode La dernière séance)
- 2009 : Joséphine, ange gardien : Chloé (saison 12, épisode 48 : Les majorettes)
- 2010 : Enquêtes réservées : Nathalie Perletti (saison 3, épisode 4 : Entre chien et louve)
- 2012 : R.I.S Police scientifique : Sandra Guérault (saison 7, épisode 1 : En plein cœur)
- 2014 : No Limit : Commandant Gandel (saison 3)
- 2014 : Le Passager de Jérôme Cornuau : Commissaire Deversat, police de Bordeaux (épisodes 1 et 3)
- 2015 : Alice Nevers : Le juge est une femme : Karine Carpentier (saison 13, épisode 9 : À brides abattues)
- 2016 : Section de recherches : Stéphanie Larue (saison 10, épisode 10 : L'absente)
- 2016 : Falco : Sophie Montero (saison 4, épisode 5 : Loin des yeux)
- 2016 : Léo Matteï, Brigade des mineurs : Catherine Aubin (saison 4, épisode 4 : Délit de naissance)
- 2017 : Marjorie : Charlotte (épisode 5 Il était une foi)
- 2018 : Lebowitz contre Lebowitz : Emma Kristorsson (saison 2, épisode 6 : Où va le blanc quand la neige fond ?)
- 2018 : Clem : Coline (saison 8, épisode 7 : L'art d'être papa)
- 2018 : Nina : la mère de Marina (saison 4, épisode 8 : Ne dis jamais)
- 2019 : Candice Renoir : Sandrine Amiot (saison 7, épisode 3 : L'erreur est humaine)
- 2021 : Camping Paradis : Catherine (saison 12, épisode 3 : Les bikers au camping)
- 2021 : HPI de Mona Achache : Magali Dupres (saison 2, épisode 1 : 2300 calories)
- 2022 : Enquête à cœur ouvert de Frank Van Passel : Sophie
- 2022 : Cassandre de Jérôme Portheault : Jeanne Carroz (saison 7, épisode 2 : Zone blanche)
- 2025 : Joséphine, ange gardien

## Chanson
- 1992 : Dans la lune... Le seigneur des toits, Anne Cherchait L'Amour (avec Nicola Sirkis)

## Distinction
- 2013 : Meilleure interprétation féminine au Festival de la fiction TV de La Rochelle pour C'est pas de l'amour[1].